# Робертспорт
Ро́бертспорт (англ. Robertsport) — город в Либерии.

## История
Во время Второй мировой войны Робертспорт был базой военно-воздушных сил союзников. Город был назван в честь первого президента Либерии — Джозефа Дженкинса Робертса.

## География
Расположен на западе страны, примерно в 16 км от границы со Сьерра-Леоне, на полуострове, отделённом от материка лагуной Лейк-Писо. Административный центр графства Гранд-Кейп-Маунт. Годовое количество осадков составляет около 5200 мм; наиболее влажный период — с июля по сентябрь.

## Экономика
Основу экономики составляет рыболовство и выращивание риса. Окрестности города являются благоприятным местом для сёрфинга.

## Население
По данным на 2013 год численность населения составляет 4202 человека.
Динамика численности населения города по годам:
| 1984 | 2008 | 2013 |
| ---- | ---- | ---- |
| 7000 | 3933 | 4202 |